# Fuller Dome
Il Fuller Dome è una montagna antartica a forma di cupola e perlopiù sempre coperta di ghiaccio, alta 2850 m, situata all'estremità nordoccidentale delle Rawson Mountains, catena montuosa che fa parte dei Monti della Regina Maud, in Antartide.

## Storia
Fu mappata dall'United States Geological Survey sulla base di ispezioni in loco e di fotografie aeree scattate dalla U.S. Navy nel periodo 1960-64.
La denominazione fu assegnata dall'Advisory Committee on Antarctic Names (US-ACAN) in onore di C.E. Fuller, magazziniere della squadriglia VX-6 della U.S. Navy durante l'Operazione Deep Freeze del 1966 e 1967.